# ATP Challenger Båstad
Das ATP Challenger Båstad (offizieller Name: Båstad Challenger) war ein Tennisturnier in Båstad, das 2016 zum ersten Mal ausgetragen wurde. Es war Teil der ATP Challenger Tour und wurde im Freien auf Sand gespielt.

## Liste der Sieger

### Einzel
| Jahr | Sieger           | Finalgegner             | Ergebnis  |
| ---- | ---------------- | ----------------------- | --------- |
| 2018 | Pedro Martínez   | Corentin Moutet         | 7:65, 6:4 |
| 2017 | Dušan Lajović    | Leonardo Mayer          | 6:2, 7:64 |
| 2016 | Horacio Zeballos | Roberto Carballés Baena | 6:3, 6:4  |

### Doppel
| Jahr | Sieger                           | Finalgegner                                | Ergebnis |
| ---- | -------------------------------- | ------------------------------------------ | -------- |
| 2018 | Harri Heliövaara Henri Laaksonen | Zdeněk Kolář Gonçalo Oliveira              | 6:4, 6:3 |
| 2017 | Tuna Altuna Václav Šafránek      | N. Sriram Balaji N. Vijay Sundar Prashanth | 6:1, 6:4 |
| 2016 | Isak Arvidsson Fred Simonsson    | Johan Brunström Andreas Siljeström         | 6:3, 7:5 |